# Argentina nos Jogos Olímpicos de Verão da Juventude de 2010
A Argentina participou dos Jogos Olímpicos de Verão da Juventude de 2010 em Cingapura. Com uma delegação composta de 59 atletas que competiram em 18 esportes, o país conquistou um ouro, duas pratas e dois bronzes.

## Medalhistas
| Medalha | Nome | Esporte              | Evento                              | Data         |
| ------- | --- | -------------------- | ----------------------------------- | ------------ |
| Ouro    | Braian Toledo | Atletismo            | Lançamento de dardo masculino       | 22 de agosto |
| Prata   | Antonella Brondello Victoria Cabut Rocío Emme Rocío Broccoli Julia Castiglione Carla de Iure Agustina Albertario Antonieta Bianchi Eugenia Garrafo Jimena Cedrés Sol Fernández María Baldoni Florencia Habif Camila Bustos Agustina Álvarez Agustina Mama | Hóquei sobre a grama | Torneio Feminino de Hóquei          | 24 de agosto |
| Prata   | Mauro Llanos Luciano Verasio Leonardo Plaza Federico Martina Gonzalo Lapera Ramiro Núñez Esteban Martínez Gonzalo Quiroga Tomás Ruíz Ezequiel Palacios Nicolás Méndez Damián Villalba                                                                     | Voleibol             | Torneio Masculino de Voleibol       | 26 de agosto |
| Bronze  | Lucas Guzmán | Taekwondo            | Até 48 kg masculino                 | 15 de agosto |
| Bronze  | Fabián Maidana | Boxe                 | Peso meio-médio-ligeiro (até 64 kg) | 24 de agosto |
| Bronze  | Lautaro Díaz | Triatlo              | Revezamento                         | 19 de agosto |

## Atletismo
| Evento                        | Atleta               | Qualificação | Qualificação | Final      | Final        |
| Evento                        | Atleta               | Resultado    | Posição      | Resultado  | Posição      |
| ----------------------------- | -------------------- | ------------ | ------------ | ---------- | ------------ |
| 400 m com barreiras feminino  | Belén Casetta        | 1:04.58      | 12º (6º q1)  | 1:04.34    | 5º (Final B) |
| Salto em altura feminino      | Betsabé Páez         | 1,76         | 1º           | 1,79       | 6º (Final A) |
| Lançamento de dardo masculino | Braian Toledo        | 77,27        | 1º           | 81,78      | [ 7 ]        |
| 3000 m masculino              | Federico Bruno       | 8:52.78      | 16º          | 8:58.63    | 5º (Final B) |
| Salto em distância masculino  | Leandro Monje Cerino | 6,81         | 13º          | Não largou | -- (Final B) |

## Basquetebol
Masculino:
| Elenco                                                            | Preliminares                                                              | Preliminares | Quartas-de-final   | Classificação 5-8  | Disputa pelo 7º lugar | Pos. final |
| Elenco                                                            | Grupo B                                                                   | Pos.         | Quartas-de-final   | Classificação 5-8  | Disputa pelo 7º lugar | Pos. final |
| ----------------------------------------------------------------- | ------------------------------------------------------------------------- | ------------ | ------------------ | ------------------ | --------------------- | ---------- |
| Carlos Benítez Gavilán Juan Rossi Martín Massone Tomas Zanzottera | PAN Panamá V 27-16 IRI Irã V 24-21 EGY Egito V 30-24 LTU Lituânia V 31-27 | 1º           | GRE Grécia D 24-25 | ISR Israel D 22-33 | ESP Espanha V 23-13   | 7º         |

## Boxe
| Evento                              | Atleta         | Preliminares                 | Semifinais              | Disputa pelo bronze     | Pos. final        |
| ----------------------------------- | -------------- | ---------------------------- | ----------------------- | ----------------------- | ----------------- |
| Peso meio-médio-ligeiro (até 64 kg) | Fabián Maidana | AFG Muhammad Oryakhil V 13-2 | VEN Samuel Zapata D 2-4 | UKR Oleg Nekliudov V WO | Medalha de bronze |

## Canoagem
| Evento                 | Atleta            | Tomada de tempo | Tomada de tempo | 1ª rodada                                  | 2ª rodada (repescagem)               | Oitavas-de-final   | Quartas-de-final   | Semi-finais        | Final              | Pos. final |
| Evento                 | Atleta            | Resultado       | Pos.            | Oponente Resultado                         | Oponente Resultado                   | Oponente Resultado | Oponente Resultado | Oponente Resultado | Oponente Resultado | Pos. final |
| ---------------------- | ----------------- | --------------- | --------------- | ------------------------------------------ | ------------------------------------ | ------------------ | ------------------ | ------------------ | ------------------ | ---------- |
| Velocidade K1 feminino | Valentina Barrera | 1:58.04         | 16º             | POL Joanna Bruska D 1:59.02 (bat. 5)       | SLO Ajda Novak D 1:57.94 (rep. 5)    | Não avançou        | Não avançou        | Não avançou        | Não avançou        | --         |
| Slalom K1 feminino     | Valentina Barrera | 2:08.59         | 22º             | AUT Viktoria Wolffhardt D 2:07.59 (bat. 2) | DEN Ida Villumsen D 2:04.45 (rep. 3) | Não avançou        | Não avançou        | Não avançou        | Não avançou        | --         |

## Ciclismo
| Equipe                    | Prova          | Corta-mato | Corta-mato | Contra-relógio | Contra-relógio | BMX  | BMX   | Estrada masculino[n1] | Pontos | Pos. final |
| Equipe                    | Prova          | Fem.       | Masc.      | Fem.           | Masc.          | Fem. | Masc. | Estrada masculino[n1] | Pontos | Pos. final |
| ------------------------- | -------------- | ---------- | ---------- | -------------- | -------------- | ---- | ----- | --------------------- | ------ | ---------- |
| Equipes mistas combinadas | Facundo Lezica |            |            |                | 26             |      |       | 72                    | 322    | 21º        |
| Equipes mistas combinadas | Kevin Ingratta |            | 72         |                |                |      |       | Não completou         | 322    | 21º        |
| Equipes mistas combinadas | Lucas Bustos   |            |            |                |                |      | 25    | Não completou         | 322    | 21º        |
| Equipes mistas combinadas | Verena Brunner | 50         |            | 37             |                | 40   |       |                       | 322    | 21º        |

↑  Na prova de estrada apenas a melhor pontuação foi considerada.

## Esgrima
| Evento                     | Atleta                | Qualificação | Qualificação | Oitavas-de-final             | Quartas-de-final   | Semifinais         | Final              | Pos. final |
| Evento                     | Atleta                | Oponente Resultado | Pos.         | Oponente Resultado           | Oponente Resultado | Oponente Resultado | Oponente Resultado | Pos. final |
| -------------------------- | --------------------- | --- | ------------ | ---------------------------- | ------------------ | ------------------ | ------------------ | ---------- |
| Espada individual feminino | Clara Isabel Di Tella | RSA Wanda Matshaya V 5-3 ROM Amalia Tataran D 1-5 RUS Yulia Bakhareva D 3-5 KOR Lee Hye-Won D 2-5 GBR Amy Radford D 2-3 | 10º          | ITA Alberta Santuccio D 7-15 | Não avançou        | Não avançou        | Não avançou        | 10º        |

| Evento         | Atleta                                                        | Oitavas-de-final      | Quartas-de-final        | Classificação 5-8       | Disputa pelo 7º lugar         | Pos. final |
| Evento         | Atleta                                                        | Oponente Resultado    | Oponente Resultado      | Oponente Resultado      | Oponente Resultado            | Pos. final |
| -------------- | ------------------------------------------------------------- | --------------------- | ----------------------- | ----------------------- | ----------------------------- | ---------- |
| Equipes mistas | Clara Isabel Di Tella (como integrantes da equipe Américas 2) | Equipe África V 28-25 | Equipe Europa 1 D 17-30 | Equipe Europa 3 D 23-30 | Equipe Ásia-Oceania 2 V 28-27 | 7º         |

## Ginástica

### Ginástica artística
| Atleta           | Evento                       | Qualificação | Qualificação | Final por aparelhos | Final por aparelhos | Final individual geral | Final individual geral | Final individual geral | Final individual geral | Final individual geral | Final individual geral |
| Atleta           | Evento                       | Result.      | Pos.         | Result.             | Pos.                | Barras assimétricas    | Trave                  | Solo                   | Salto                  | Total                  | Pos.                   |
| ---------------- | ---------------------------- | ------------ | ------------ | ------------------- | ------------------- | ---------------------- | ---------------------- | ---------------------- | ---------------------- | ---------------------- | ---------------------- |
| Agustina Estarli | Salto feminino               | 12.500       | 34º          | Não avançou         | Não avançou         |                        |                        |                        |                        |                        |                        |
| Agustina Estarli | Barras assimétricas feminino | 10.350       | 35º          | Não avançou         | Não avançou         |                        |                        |                        |                        |                        |                        |
| Agustina Estarli | Trave feminino               | 9.750        | 40º          | Não avançou         | Não avançou         |                        |                        |                        |                        |                        |                        |
| Agustina Estarli | Solo feminino                | 11.500       | 34º          | Não avançou         | Não avançou         |                        |                        |                        |                        |                        |                        |
| Agustina Estarli | Individual geral feminino    | 44.100       | 36º          |                     |                     | Não avançou            | Não avançou            | Não avançou            | Não avançou            | Não avançou            | Não avançou            |

### Ginástica de trampolim
| Evento    | Atleta       | Qualificação | Qualificação | Final       | Final       |
| Evento    | Atleta       | Result.      | Pos.         | Result.     | Pos.        |
| --------- | ------------ | ------------ | ------------ | ----------- | ----------- |
| Masculino | Lucas Adorno | 57.100       | 9º           | Não avançou | Não avançou |

## Hipismo
| Evento            | Atleta                                                        | Cavalo              | Preliminares | Preliminares | Preliminares | Preliminares | Preliminares | Preliminares | Final       | Final       | Pos. final |
| Evento            | Atleta                                                        | Cavalo              | Rodada A     | Rodada A     | Rodada B     | Rodada B     | Rodada B     | Total A+B    | Penal.      | Tempo       | Pos. final |
| Evento            | Atleta                                                        | Cavalo              | Penal. salto | Pos.         | Penal. salto | Penal. tempo | Total B      | Total A+B    | Penal.      | Tempo       | Pos. final |
| ----------------- | ------------------------------------------------------------- | ------------------- | ------------ | ------------ | ------------ | ------------ | ------------ | ------------ | ----------- | ----------- | ---------- |
| Saltos individual | María Victoria Paz                                            | Glen Haven Accodale | Eliminada    | Eliminada    | Não avançou  | Não avançou  | Não avançou  | Não avançou  | Não avançou | Não avançou | 29º        |
| Saltos por equipe | María Victoria Paz (como integrante da equipe América do Sul) | Glen Haven Accodale | 12           | 4º           | 4            | 0            | 4            | 16           | Não avançou | Não avançou | 5º         |

## Hóquei sobre a grama
Feminino:
| Elenco | Preliminares | Preliminares | Final                   | Pos. final       |
| Elenco | Grupo único | Pos.         | Final                   | Pos. final       |
| --- | --- | ------------ | ----------------------- | ---------------- |
| Antonella Brondello, Victoria Cabut, Rocío Emme, Rocío Broccoli, Julia Castiglione, Carla de Iure, Agustina Albertario, Antonieta Bianchi, Eugenia Garrafo, Jimena Cedrés, Sol Fernández, María Baldoni, Florencia Habif, Camila Bustos, Agustina Álvarez, Agustina Mama | RSA África do Sul V 7-0 KOR Coreia do Sul V 4-1 IRL Irlanda V 3-0 NED Países Baixos E 2-2 NZL Nova Zelândia V 1-0 | 1º           | NED Países Baixos D 1-2 | Medalha de prata |

## Judô
| Evento               | Atleta              | 1ª rodada                  | 1ª rodada repescagem | 2ª rodada repescagem             | Final repescagem A | Disputa pelo bronze A | Pos. final |
| -------------------- | ------------------- | -------------------------- | -------------------- | -------------------------------- | ------------------ | --------------------- | ---------- |
| Até 100 kg masculino | Bruno Abel Villalba | VEN Pedro Pineda D 000-021 | Sem oponente         | ISR Yakov Mamistavalov D 000-100 | Não avançou        | Não avançou           | --         |

| Evento         | Atleta                                                | 1ª rodada                  | 2ª rodada                 | Semifinais  | Final       | Pos. final |
| -------------- | ----------------------------------------------------- | -------------------------- | ------------------------- | ----------- | ----------- | ---------- |
| Equipes mistas | Bruno Abel Villalba (como integrante da equipe Osaka) | ZZX Equipe Barcelona V 5-3 | ZZX Equipe Belgrado D 4-4 | Não avançou | Não avançou | 5º         |

## Natação
| Evento                    | Atleta           | Qualificação | Qualificação | Semifinais  | Semifinais   | Final       | Final       |
| Evento                    | Atleta           | Resultado    | Posição      | Resultado   | Posição      | Resultado   | Posição     |
| ------------------------- | ---------------- | ------------ | ------------ | ----------- | ------------ | ----------- | ----------- |
| 100 m peito feminino      | Mijal Asis       | 1:14.54      | 23º (4º q2)  | Não avançou | Não avançou  | Não avançou | Não avançou |
| 200 m peito feminino      | Mijal Asis       | 2:41.59      | 15º (3º q1)  |             |              | Não avançou | Não avançou |
| 50 m livre masculino      | Roberto Strelkov | 23.90        | 15º (4º q5)  | 23.68       | 13º (7º sf2) | Não avançou | Não avançou |
| 100 m livre masculino     | Roberto Strelkov | 52.15        | 20º (6º q5)  | Não avançou | Não avançou  | Não avançou | Não avançou |
| 100 m borboleta masculino | Roberto Strelkov | 55.15        | 12º (4º q3)  | 55.20       | 16º (8º sf1) | Não avançou | Não avançou |

## Remo
| Skiff simples masculino | Facundo Torres | 3:27.20 | 3º (bat. 1) | 3:51.49 | 4º (rep. 4) | Não largou |
| Não avançou             |                |         |             |         |             |            |

## Taekwondo
| Evento              | Atleta       | 1ª rodada    | Quartas-de-final        | Semifinais               | Final       | Pos. final        |
| ------------------- | ------------ | ------------ | ----------------------- | ------------------------ | ----------- | ----------------- |
| Até 48 kg masculino | Lucas Guzmán | Sem oponente | ITA Vittorio Rega V 2-1 | ISR Gili Haimovitz D 4-5 | Não avançou | Medalha de bronze |

## Tênis
| Evento            | Atleta                             | 1ª rodada                                     | Torneio de consolação       | Torneio de consolação | Torneio de consolação | Torneio de consolação | Pos. final |
| Evento            | Atleta                             | 1ª rodada                                     | 1ª rodada                   | Quartas-de-final      | Semifinais            | Final                 | Pos. final |
| Evento            | Atleta                             | Oponente Resultado                            | Oponente Resultado          | Oponente Resultado    | Oponente Resultado    | Oponente Resultado    | Pos. final |
| ----------------- | ---------------------------------- | --------------------------------------------- | --------------------------- | --------------------- | --------------------- | --------------------- | ---------- |
| Simples masculino | Agustina Sol Eskenazi              | SVK Jana Čepelová D 0-2 (1-6 e 1-3 abandonou) | CAN Katarena Paliivets D WO | Não avançou           | Não avançou           | Não avançou           | --         |
| Simples masculino | Renzo Olivo (cabeça-de-chave nº 8) | VEN Ricardo Rodríguez D 0-2 (6-7 e 3-6)       | PHI Jeson Patrombon D WO    | Não avançou           | Não avançou           | Não avançou           | --         |

| Evento            | Atleta                                                    | 1ª rodada                                                        | Quartas-de-final                                           | Semifinais         | Final              | Pos. final |
| Evento            | Atleta                                                    | Oponente Resultado                                               | Oponente Resultado                                         | Oponente Resultado | Oponente Resultado | Pos. final |
| ----------------- | --------------------------------------------------------- | ---------------------------------------------------------------- | ---------------------------------------------------------- | ------------------ | ------------------ | ---------- |
| Duplas femininas  | Agustina Sol Eskenazi e PAR Verónica Cepede Royg          | UKR Sofiya Kovalets/ UKR Elina Svitolina D 1-2 (2-6, 6-4 e 5-10) | Não avançaram                                              | Não avançaram      | Não avançaram      | --         |
| Duplas masculinas | Renzo Olivo e BRA Tiago Fernandes (cabeças-de-chave nº 2) | GER Peter Heller/ GER Kevin Krawietz V 2-0 (6-3 e 7-5)           | PAR Diego Galeano/ VEN Ricardo Rodríguez D 0-2 (4-6 e 4-6) | Não avançaram      | Não avançaram      | --         |

## Tênis de mesa
| Evento            | Atleta         | Preliminares | Preliminares | Preliminares | 2ª fase consolação | 2ª fase consolação | 2ª fase consolação | Pos. final |
| Evento            | Atleta         | Grupo        | Confrontos | Pos.         | Grupo              | Confrontos | Pos.               | Pos. final |
| ----------------- | -------------- | ------------ | --- | ------------ | ------------------ | --- | ------------------ | ---------- |
| Simples masculino | Pablo Saragovi | F            | KOR Kim Dong-Hyun D 0-3 (3-11, 8-11, 6-11) NZL Kevin Wu D 1-3 (11-9, 10-12, 15-17, 6-11) NGR Ojo Onaolapo D 1-3 (11-5, 7-11, 4-11, 2-11) | 4º           | GG                 | BRA Eric Jouti D 0-3 (4-11, 7-11, 6-11) ECU Rodrigo Tapia D 1-3 (11-3, 8-11, 6-11, 8-11) TUN Adem Hmam V 3-1 (11-1, 5-11, 11-8, 11-7) | 3º                 | --         |

| Evento         | Atleta                                                      | 1ª fase | 1ª fase | 1ª fase | Torneio de consolação | Torneio de consolação          | Pos. final |
| Evento         | Atleta                                                      | Grupo   | Confrontos | Pos.    | 1ª rodada             | 2ª rodada                      | Pos. final |
| -------------- | ----------------------------------------------------------- | ------- | --- | ------- | --------------------- | ------------------------------ | ---------- |
| Equipes mistas | Pablo Saragovi e PUR Carelyn Cordero (Equipe Pan-América 2) | F       | TPE Taipé Chinês D 0-3 (0-3, 0-3, 0-3) NZL Nova Zelândia V 3-0 (3-0, 3-1, 3-1) CRO Croácia D 0-3 (0-3, 1-3, 0-3) | 3º      | Sem oponente          | Europa 3 D 1-2 (3-2, 2-3, 1-3) | 21º        |

## Triatlo
| Evento               | Triatleta                                           | Natação | Transição 1 | Ciclismo | Transição 2 | Corrida | Tempo total | Pos.              |
| -------------------- | --------------------------------------------------- | ------- | ----------- | -------- | ----------- | ------- | ----------- | ----------------- |
| Individual masculino | Lautaro Díaz                                        | 8:40    | 0:33        | 28:38    | 0:25        | 18:38   | 56:54.91    | 10º               |
| Revezamento misto    | Lautaro Díaz (como integrante da equipe Américas 1) |         |             |          |             |         | 1:19:58.88  | Medalha de bronze |

## Vela
| Evento               | Atleta                    | Regata | Regata | Regata | Regata | Regata | Regata | Regata | Regata | Regata | Regata | Regata | Regata | Total | Posição |
| Evento               | Atleta                    | 1      | 2      | 3      | 4      | 5      | 6      | 7      | 8      | 9      | 10     | 11     | M      | Total | Posição |
| -------------------- | ------------------------- | ------ | ------ | ------ | ------ | ------ | ------ | ------ | ------ | ------ | ------ | ------ | ------ | ----- | ------- |
| Techno 293 masculino | Bautista Saubidet Birkner | 10     | 8      | 7      | 16     | 5      | 7      | 5      | 4      | 6      | 9      |        | 6      | 67    | 7º      |
| Byte CII masculino   | Juan Ignacio Biava        | 14     | 20     | 23     | 18     | 20     | 18     | 27     | 17     | 10     | 1      | 9      | 19     | 146   | 21º     |
| Techno 293 feminino  | Valentina Serigos         | 5      | 6      | 3      | 3      | 5      | 6      | 5      | 3      | 5      | 3      |        | 9      | 47    | 6º      |

Notas:
- M – Regata da Medalha
- OCS – On the Course Side of the starting line
- DSQ – Disqualified (Desclassificado)
- DNF – Did Not Finish (Não completou)
- DNS – Did Not Start (Não largou)
- BFD – Black Flag Disqualification (Desclassificado por bandeira preta)
- RAF – Retired after Finishing (Retirou-se após completar a prova)

## Voleibol
Masculino:
| Elenco | Preliminares                                                            | Preliminares | Semi-finais                            | Final                                       | Pos. final       |
| Elenco | Grupo B                                                                 | Pos.         | Semi-finais                            | Final                                       | Pos. final       |
| --- | ----------------------------------------------------------------------- | ------------ | -------------------------------------- | ------------------------------------------- | ---------------- |
| Mauro Llanos, Luciano Verasio, Leonardo Plaza, Federico Martina, Gonzalo Lapera, Ramiro Núñez, Esteban Martínez, Gonzalo Quiroga, Tomás Ruíz, Ezequiel Palacios, Nicolás Méndez, Damián Villalba | IRI Irã V 3-0 (25-12, 25-9, 29-27) CUB Cuba D 0-3 (22-25, 23-25, 23-25) | 2º           | RUS Rússia V 3-0 (25-10, 25-16, 25-19) | CUB Cuba D 1-3 (23-25, 21-25, 25-17, 20-25) | Medalha de prata |